# Rigal’sche Kapelle

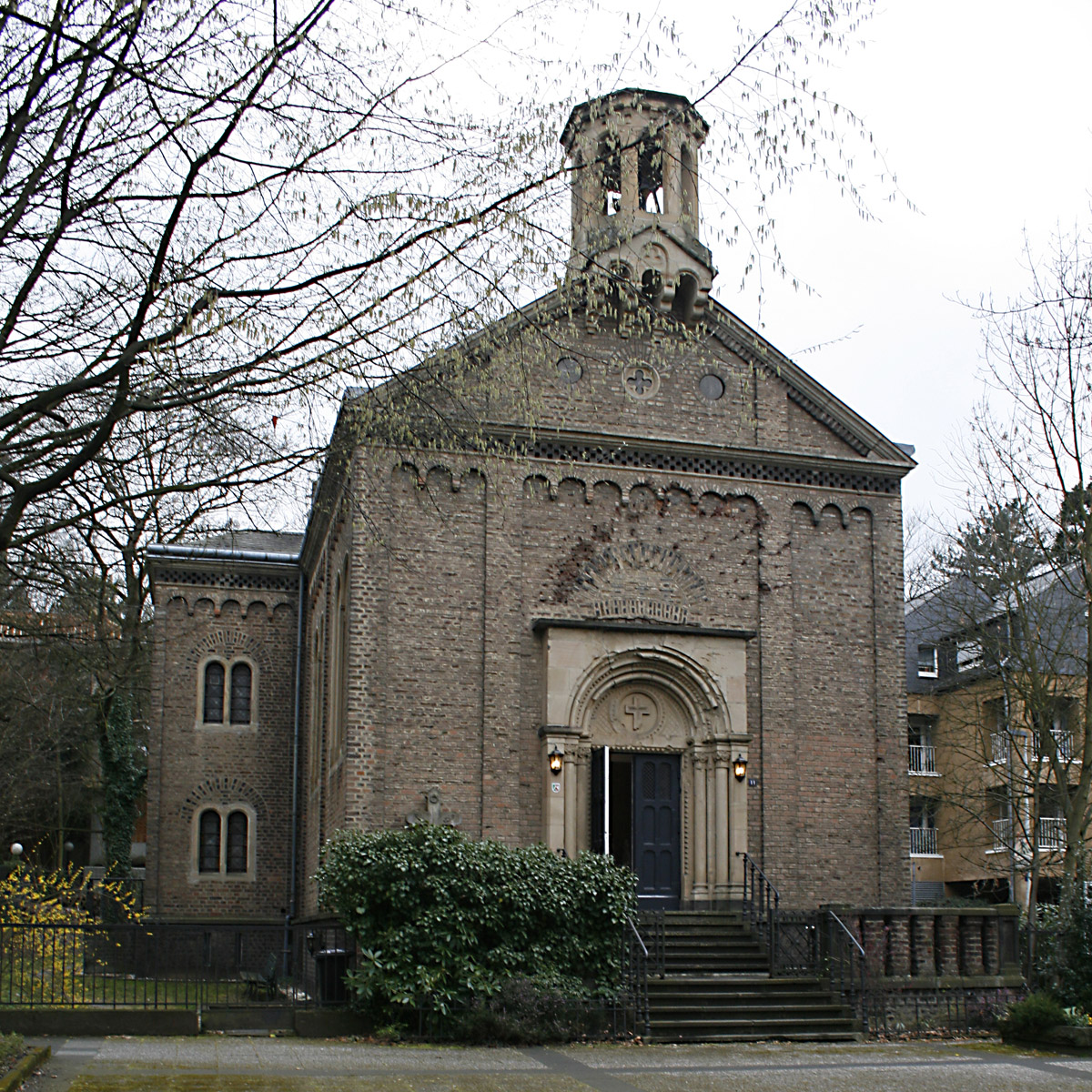
Die Rigal’sche Kapelle (2007)

Die Rigal’sche Kapelle ist eine evangelische Kapelle im Zentrum von Bad Godesberg, einem Stadtbezirk von Bonn. Sie liegt an der Ecke Kurfürstenallee/Friedrich-Ebert-Straße gegenüber der sogenannten „Rigal’schen Wiese“ unmittelbar nördlich der ehemaligen chinesischen Botschaft. Genutzt wird sie von der Evangelischen Johannes-Kirchengemeinde Bad Godesberg, der Evangelischen Frankophonen Gemeinde sowie dem Regionalkonvent West der Hochkirchlichen St.-Johannes-Bruderschaft und seit Juli 2017 von der Initiative „Gebetshaus Bonn“.
Die Rigal’sche Kapelle steht als Baudenkmal unter Denkmalschutz.

## Geschichte
Das Gebäude entstand 1856–1858 als privater Kapellenbau des Freiherrn Ludwig Maximilian von Rigal-Grunland im Anschluss an die benachbarte palaisähnliche Villa Schloss Rigal nach einem Entwurf des Architekten Christian von der Emden (1796–1869). Es handelte sich um das erste eigenständige evangelische Gotteshaus in Godesberg und im linksrheinischen heutigen Bonner Stadtgebiet. Die Grundsteinlegung für den Neubau fand am 11. Juni 1856 statt:90, die Weihe der Kapelle erfolgte am 1. Juli 1858. Am 17. Oktober 1860 schenkte von Rigal-Grunland das Gotteshaus der evangelischen Kirchengemeinde Bonn:93; die bisherige Filialgemeinde Godesberg wurde im Juni 1861 eigenständig:89 und gelangte erst durch Schenkung vom 29. August 1874 in den Besitz der Kapelle einschließlich des Grundstücks und eines Kapitals zum Unterhalt des Bauwerks.:94
Gegen Ende des Zweiten Weltkrieges erfuhr der Dachreiter der Kapelle am 8. März 1945 durch Granat-Einschüsse Beschädigungen. Am 20. November 1966, einem Ewigkeitssonntag, fand der letzte Gottesdienst der evangelischen Kirchengemeinde in der Kapelle statt.:94 1983 wurde der Dachreiter als Spätfolge der Kriegsbeschädigungen abgebrochen und anschließend bis Januar 1985 originalgetreu wiederaufgebaut.

## Architektur
Die Kapelle ist ein schlichter Backsteinbau mit teils romanischen und teils moderneren Bauformen, der rundbogige Fassadenelemente sowie umlaufenden Klötzchenfries enthält. Die Spitze des Giebels springt als Konsole vor. Der Grundriss der Kirche ist rechteckig, wird aber durch eine innen rund geschlossene und fünfseitige Apsis sowie zwei quadratische Anbauten ergänzt, die Querschiffen ähneln. Die ursprüngliche Ausstattung der Kapelle ist weitgehend erhalten. Ihre neugotische Bestuhlung stammt aus den Jahren 1884–1888. Bemerkenswert sind die Patronatslogen der Seitenarme der Kapelle.
An der Ostseite der Kapelle steht links neben dem Eingangsportal ein Wegekreuz, das vermutlich auf das 18. Jahrhundert zurückgeht und im Zuge des Neubaus der chinesischen Botschaft in den Jahren 1982–1984 von der damaligen Deutschherrenstraße vor Schloss Rigal hierher versetzt wurde.